# Fimbristylis subtrabeculata
Fimbristylis subtrabeculata är en halvgräsart som beskrevs av Charles Baron Clarke. Fimbristylis subtrabeculata ingår i släktet Fimbristylis och familjen halvgräs. Inga underarter finns listade i Catalogue of Life.